# Tu Bishvat

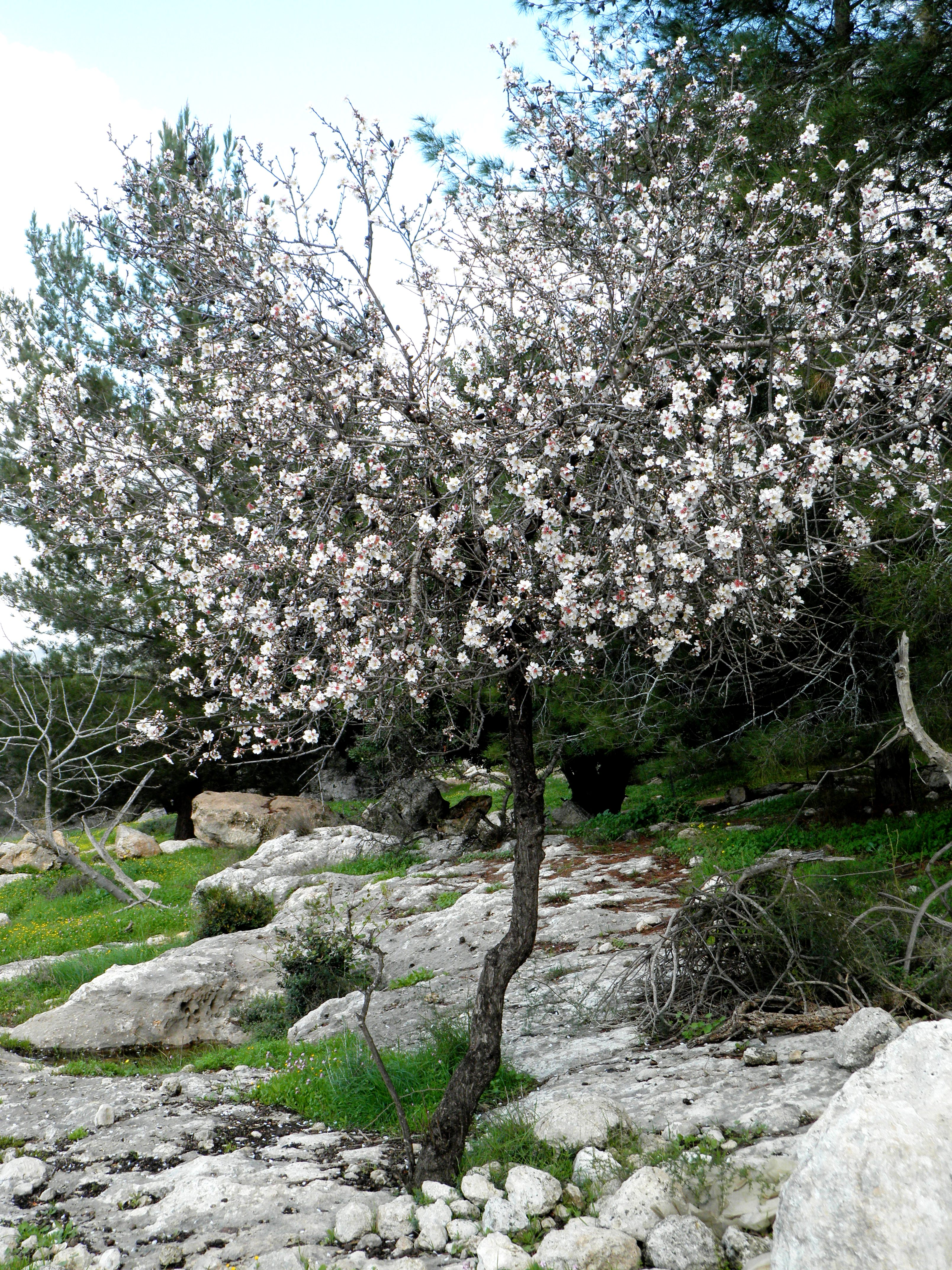
Migdal în floare, simbol al sărbătorii de TuBishvat

Tu Bishvat (sau Tu bișvat, „15 al lunii Shvat” în litere ebraice ט"ו בשבט)
este o dată a calendarului evreiesc, a 15-a zi a lunii Shvat, când se sărbătorește în tradiția evreilor Anul Nou al Pomilor - în ebraică Rosh Hashaná La'ilanot. Aceasta dată este menționată în Mishna, tratatul Rosh Hashana (Anul Nou) 1,1. Tu Bishvat face parte din sărbătorile așa numite minore ale iudaismului, ca și Hanuka și Purim, fiind zi lucrătoare.
Ea este o sărbătoare postbiblică, care marca în antichitate încheierea iernii, a sezonului ploilor în Palestina antică.
În timpul exilului sărbătoarea a continuat să lege pe evrei, prin atașamentul față de fructele caracteristice zonei mediteraniene, cu regiunea lor de obârșie. De Tu Bishvat sunt legate câteva comandamente religioase (mitzvot) referitoare la roadele pomilor, comandamente legate de pământul Țării Israelului.
În perioada emigrațiilor sioniste de repatriere în Palestina, de la sfârșitul secolului al XIX-lea și prima jumătate a secolului al XX-lea, dinaintea înființării Statului Israel, Tu Bishvat a devenit o sărbătoare aflată sub semnul renașterii națiunii și a reașezării evreilor în Palestina istorică sau Țara Israelului.
Ulterior locuitorii evrei ai Statului Israel  îl celebrează ca pe o sărbătoare a naturii, prin ceremonii de sădit pomi și măsuri de apărare a mediului înconjurător. De Tu Bishvat se obișnuiește a se consuma cele Șapte genuri de fructe din Țara Israelului,Shivat Haminim. Unii organizează o ceremonia de Seder Leil Tu bishvat - cină (seder ,după pilda celui de Paște) a Nopții de Tu bishvat, denumită și „Tikun Pri Etz Hadar”.

## Denumirea
Numele Tu Bishvat înseamnă 15 Shvat, unde  „Tu” - alăturarea literelor tet ט și vav ו(citit aici ca vocala u, shuruk)-  este semnul literal ebraic al numărului 15. Litera Tet ט are valoarea numerică 9, iar litera Vav are valoare 6, de unde cele două litere împreună înseamnă 15. În acest caz nu s-a folosit litera yud י (însemnând 10)ca pentru alte numere dintre 10 și 20, din cauza interdicției alăturării în acest context a literelor yud (10) și hey (ה) (5) pentru a evita începutul tetragramei, numele de nepronunțat al lui Dumnezeu. 
Sărbătoarea se numește și Hamisha-asar Bishvat, adică Cincisprezece Shvat.

## În Talmud
Tu Bishvat este menționat în Mishna, în tratatul talmudic (masehet) Rosh Hashana, ca unul dintre cei patru ani noi ai calendarului ebraic.
"Sunt patru date de an nou:1 Nisan - anul nou al regilor și sărbătorilor (Shalosh Regalim), 1 Elul - anul nou al zeciuielii animalelor. Rabi Elazar și Rabi Shimon spun:1 Tishrey. 1 Tishrey - anul nou pentru socotirea calendarului, a anilor sabatici și a jubileelor, pentru plantări și însămânțări.1 Shvat, anul nou al pomului, după Școala lui Shamai. Școala lui Hilel zice: 15 Shvat."
אַרְבָּעָה רָאשֵׁי שָׁנִים הֵם.
בְּאֶחָד בְּנִיסָן רֹאשׁ הַשָּׁנָה לַמְּלָכִים וְלָרְגָלִים.
בְּאֶחָד בֶּאֱלוּל רֹאשׁ הַשָּׁנָה לְמַעְשַׂר בְּהֵמָה. רַבִּי אֶלְעָזָר וְרַבִּי שִׁמְעוֹן אוֹמְרִים, בְּאֶחָד בְּתִשְׁרֵי.
בְּאֶחָד בְּתִשְׁרֵי רֹאשׁ הַשָּׁנָה לַשָּׁנִים וְלַשְּׁמִטִּין וְלַיּוֹבְלוֹת, לַנְּטִיּעָה וְלַיְרָקוֹת.
בְּאֶחָד בִּשְׁבָט, רֹאשׁ הַשָּׁנָה לָאִילָן, כְּדִבְרֵי בֵית שַׁמַּאי. בֵּית הִלֵּל אוֹמְרִים, בַּחֲמִשָּׁה עָשָׂר בּוֹ."
Învățații Talmudului au decis în această chestiune în favoarea Școlii lui Hilel cel Bătrân. Adică nu 1 Shvat, ci 15 Shvat a devenit data folosită pentru calcularea  începutului ciclului agricol în scopul zeciuielilor biblice.

## După Talmud
Statutul de sărbătoare este menționat în perioada Geonimilor, când au fost redactate rugăciuni speciale in cinstea acestei ocazii și s-au compus cântece liturgice - piutim - spre binecuvântarea pomilor. 
În Gheniza din Cairo au fost descoperite două astfel de cântece - piutim de tipul "krovot" -  urând recolte bogate, al căror autor era Rabi Yehuda Levi Berabi Hilel, poet evreu care a trăit în Palestina înainte de anul 1000. E vorba de :אדר נוזלי ישע תזיל להמוני"" cu versurile aranjate după ordinea alfabetului, și  "ראש אמרתך אמת במללך.
În vremea antică sărbători propriu-zise (Hag) erau socotite numai acele consacrate de cărțile biblice și în care se aduceau ofrande (korban haghigá) in Templul din Ierusalim . Celelalte zile de bucurie (Moéd, la plural Moadim)
nu erau numite Hag.
Caracterul festiv al Tu Bishva s-a păstrat la evreii așkenazi încă din perioada învățaților numiți Rishonim (Cei Dintâi)(sec 11-15). Astfel Rabenu Gershom a cerut să nu se țină post în ziua de 15 Shvat deoarece ea se numeste An Nou și seamănă prin aceasta cu alți Rashey Shanim (Ani Noi) în care nu se postește. Așa a scris și rabinul Yosef Caro, autorul  codului ultimativ al legii iudaice, Shulhan Aruh.  
Rabinul Loew, cunoscut ca Maharal din Praga a amintit prima dată că de Tu Bishvat  nu se rostește rugăciunea Tahanun. LA fel Rabinul Iozefa Hashamash din Worms a scris că de 15 Shvat elevii din școlile talmudice primeau vacanță și li se împărțeau prăjituri לעקאח și țuică.

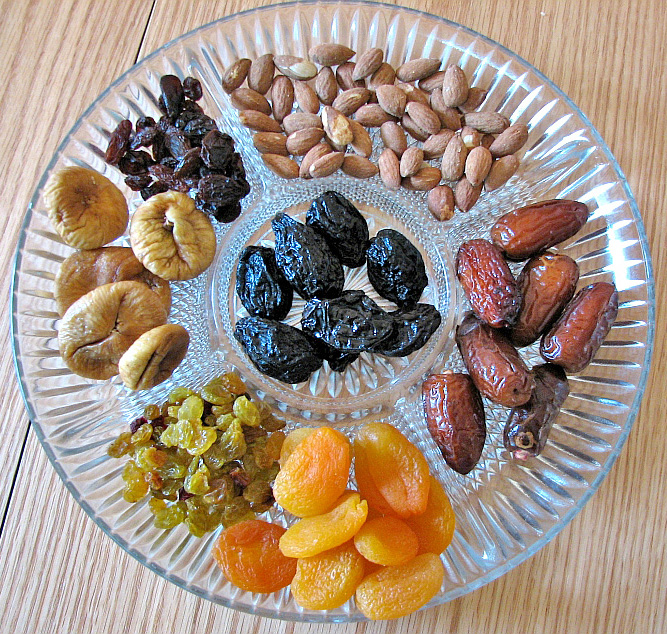
Fructe uscate şi migdale, care se consumă, după tradiţia evreilor aşkenazi, cu ocazia Anului Nou al Pomilor

## Ofrandele și zeciuielile biblice
- Orlá - interdicția biblică (Levitic, 19,23) a consumării roadelor pomilor în primii trei ani de când au fost sădiți.
- Neta Revayi - comandamentul biblic (Levitic 19,24) de a duce recolta de fructe din al patrulea an pentru a fi consumată la Ierusalim.

Neta Revayi (נטע רבעי) reprezintă roadele pomilor din al patrulea an de când au fost sădiți. Data în care începe socotirea a trei și patru ani de la sădire este 15 Shvat. Fructele din acest al patrulea an sunt considerate sacre și în perioada existenței Templului din Ierusalim ele trebuiau duse de popor la Ierusalim și consumate acolo. În cazul în care aceste Neta Revayi nu puteau fi duse la Ierusalim, ele se puteau vinde, iar cu banii obținuți se puteau cumpăra alimente la Ierusalim.
- Maaser Shení - A doua zeciuială sau dijmă sunt roadele care se mănâncă la Ierusalim, iar Maaser Aní * Zeciuiala Săracului sunt roadele care se împart săracilor.(Deuteronom, 14, 22-29). Datele lor se socoteau după cum fructele s-au copt înainte sau după Tu Bishvat.

Dintre cerințele talmudice în legătură cu fructele și care utilizează Tu Bishvat ca dată de referință pentru socotirea vârstei pomilor fructiferi, Orlá a rămas până astăzi, în principiu așa cum era în epoca talmudică.
Evreii ortodocși observă aceste precepte ca parte din Halahá, codul religios iudaic. 
Fructele care au copt ale unui pom de trei ani înainte de Tu Bishvat sunt considerate orlá și interzise consumului, în vreme ce roadele coapte la Tu Bishvat sau după Tu Bishvat în al treilea an de viață al pomului sunt permise. În primul an, al doilea an, al patrulea an și al cincilea an al ciclului sabatic de 7 ani, se observă a doua zeciuială doar printr-o ceremonie simbolică de plată a unei monede. În anul al treilea si al șaselea al ciclului de șapte ani se face o substituție a Zeciuielii săracului sub forma unor donații pentru opere de caritate.
Tu Bishvat este data de referință după care se determină cărui an aparțin recoltele de poame.

## Obiceiuri cabalistice și hasidice
În Evul mediu Tu Bishvat era sărbătorit printr-o masă de fructe. În secolul al XVI-lea cabalistul Itzhak Luria și ucenicii săi la Safed, au instituit o cină numită „Seder de Tu Bishvat”, unde se consumau zece feluri de fructe și se beau patru pahare de vin după o ordine rituală, recitându-se binecuvantări, cu convingerea că sărbătoarea va apropia oamenii și lumea de perfecțiunea divină.
În Israelul modern a renăscut acest obicei, și numeroși evrei, religioși sau laici, îl cultivă, uneori folosind cărți speciale de rugăciune sau de ritual după modelul Hagadei de Pesah. 
În unele comunități hasidice chitre rămase de la sărbătoarea Sukot sunt zaharisite sau murate pentru a fi consumate de Tu Bishvat.  

## Obiceiuri în Israel
La Tu Bishvat în anul 1890, rabinul Zeev Yavetz, unul din fondatorii mișcării religioase naționale Mizrahi
și-a luat elevii la sădit pomi în noua așezare agricolă evreiască Zihron Yaakov. Acest obicei a fost adoptat in anul 1908 de către Asociația Profesorilor evrei din Palestina și apoi de către Fondul Național Evreiesc (Keren Kayemet L'Israel) întemeiat în 1901 pentru a patrona achiziționarea de pământuri și împădurirea în Palestina. La începutul secolului al XX-lea Fondul Național Evreiesc  a lansat o mare actiune de plantare de eucalipți pentru a opri epidemia de malarie din valea mlăștinoasă Hula. Și în zilele noastre Fondul planifică plantări de copaci în pădurile Israelului cu ocazia sărbătorii de Tu Bishvat. Peste un milion de israelieni iau parte la aceste activități. 
Deoarece Tu Bishvat simbolizează renașterea naturii, numeroase instituții din Israel au ales această zi pentru inaugurarea lor. Punerea pietrii de temelie a Universității Ebraice din Ierusalim a avut loc de Tu Bishvat în anul 1918, cea a Politehnicii din Haifa (Tehnion) tot de Tu Bishvat în anul 1925, iar cea a Knessetului, parlamentul israelian, la Tu Bishvat 1949. 